# Łuszczów Pierwszy
Łuszczów Pierwszy – wieś w Polsce położona w województwie lubelskim, w powiecie lubelskim, w gminie Wólka.
Przez miejscowość przebiega droga krajowa nr 82.
W czasach Królestwa Polskiego istniała gmina Łuszczów.

W latach 1975–1998 miejscowość administracyjnie należała do ówczesnego województwa lubelskiego.
Wieś stanowi sołectwo gminy Wólka. Według Narodowego Spisu Powszechnego Ludności i Mieszkań z roku 2011 wieś miała 799 mieszkańców.
Wieś jest siedzibą rzymskokatolickiej parafii św. Barbary.